# Aleksandra Maltsevskaïa
Aleksandra Maltsevskaïa est une joueuse d'échecs russe puis polonaise née le 5 juillet 2002 à Volgograd. Elle a le titre de grand maître international féminin depuis 2018. 

## Biographie et carrière
Championne d'Europe des moins de 14 ans en 2016 à Prague avec 7,5 points sur 9, Maltsevskaïa remporta la médaille d'argent lors du championnat d'Europe des moins de 14 ans en 2015 et la médaille de bronze au championnat du monde des moins de 16 ans en 2017.
En 2018, Aleksandra Maltsevskaïa remporte le  championnat du monde junior féminin (moins de vingt ans).
En août-septembre 2020, elle remporte l'open de blitz de l'Oblast de Vladimir à Souzdal avec 9 points sur 11 et finit cinquième de l'open de blitz de Moscou.
Depuis 2022, Maltsevskaïa joue sous le drapeau polonais. C'est avec sa nouvelle équipe qu'elle participe aux Olympiade d'échecs de 2024.